# Top of the Pops
Top of the Pops (TOTP, «Вершина популярности») — музыкальная программа британского телевидения, выходившая на BBC и транслировавшаяся во многих странах мира. TOTP, своего рода телеверсия национального хит-парада (UK Singles Chart) выходила еженедельно с 1 января 1964 по 30 июля 2006 года. Несмотря на то, что шоу официально закрыто, оно продолжает существовать в рождественской версии.

## История
Программа Top of the Pops впервые вышла в эфир в день Нового 1964 года и транслировалась из Studio A на Дикенсон-роуд в Лонгсайте, Манчестер, которую BBC купила у компании Mancunian Films в 1954 году. В первом выпуске TOTP, который вел Джимми Сэвилл, выступили The Rolling Stones («I Wanna Be Your Man»), Дасти Спрингфилд («I Only Want to be With You»), Dave Clark Five («Glad All Over»), The Hollies («Stay»), The Swinging Blue Jeans («The Hippy Hippy Shake») и The Beatles («I Want to Hold Your Hand» — чарттоппер недели).
В течение трёх первых лет существования программы её основным ведущим оставался Джимми Сэвилл: его сменяли поочередно Алан Фриман (англ. Alan Freeman), Пит Мюррей (англ. Pete Murray) и Дэвид Джекобс (англ. David Jacobs). В качестве соведущей (disc-girl) была представлена манкунианская модель Саманта Джаст (англ. Samantha Juste). Первоначально на программу не делали долгосрочных ставок, но она продержалась 42 года: в эфир вышло 2206 выпусков TOTP, причём в 70-х годах она привлекала еженедельно по 15 миллионов зрителей по традиции выходя по вечерам в четверг (С 14 июня 1996 года программа была переведена на пятницу, что вызвало массовое неудовольствие, поскольку она накладывалась на сверхпопулярный телесериал Coronation Street по ITV).
Top of the Pops стал предшественником MTV в области музыкальных видеоклипов. Чтобы не приезжать каждую неделю на съёмки, многие группы записывали яркие, запоминающиеся ролики (впоследствии эволюционировавшие в видеоклипы), увеличивающие их шансы на успех в хит-параде. 
The Beatles с роликами для «Strawberry Fields Forever», «Rain», «Paperback Writer» и «Penny Lane» считались законодателями мод на музыкальном телевидении в 1960-е годы. 
Клипы для Top of the Pops снимали 
The Kinks («Dead End Sreet», 1966), 
Дэвид Боуи («Space Oddity», 1969), Small Faces и другие группы и исполнители 1960-х. В 1970-е к ним присоединились Queen, Black Sabbath. 
В начале 70-х годов в TOTP появились танцевальные труппы (сначала — Pan’s People, потом Ruby Flipper, Legs & Co., Zoo), которые исполняли «танцевальную версию» хит-сингла в том случае, если исполнитель по какой-либо причине не являлся в студию и не предоставил ролика.
Шоу постоянно претерпевало изменения в дизайне, стиле ведения и многочисленных деталях, постоянно оставаясь современным. Оно было тесно связано с BBC Radio 1 и почти всегда его ведущими были диджеи радиостанции (исключение составил период с октября 1991 по январь 1994 года).
В середине 1990-х годов, когда популярность программы пошла на убыль, реанимировать её был призван продюсер BBC Radio 1 Рик Блэксилл (англ. Ric Blaxill). Он пошёл на радикальные изменения: каждую неделю в качестве ведущих стал приглашать знаменитостей. В числе тех, кто вёл программу, были Кайли Миноуг, 2 Unlimited, Крис Эванс, Крис Юбанк, Дэймон Элбарн и Джарвис Кокер.
В течение всей истории в TOTP действовали строгие правила. Так, сингл не мог сюда попасть в том случае, если он уже опускался в чартах. Эти правила были отменены в середине 1990-х годов — из-за изменившейся природы британских чартов («клаймберы» в чартах стали редкостью: как правило сингл дебютировал на наивысшей позиции и затем опускался).
В ноябре 2003 года TOTP претерпела самые радикальные перемены за свою историю: сюда стали включаться синглы, ещё не вошедшие в чарты, а также интервью с музыкантами. Однако год спустя, после того, как численность аудитории программы упала ниже трёх миллионов, её перенесли на BBC Two.  
30 июля 2006 года Top of the Pops вышла в эфир последний раз: её вела Эдит Боуман.

## Песня The Rezillos
Шотландская группа The Rezillos выпустила в 1978 года одноимённую песню, посвященную передаче. Песня в саркастичной манере критиковала «Top of the Pops» и музыкальную индустрию в целом. Однако, попав с этой песней в топ-двадцать Великобритании, The Rezillos по иронии судьбы сами выступили на этой программе.

## Пародии
- В 1971 году[9] в одном из выпусков «Шоу Бенни Хилла» была показана пародия на Top of the Pops под названием «Top Of The Tops». Хилл спародировал ведущих — Джимми Сэвила и Тони Блэкберна, певицу Бобби Джентри, певцов Роджера Уитекера и Роя Орбисона, одного из участников трио The Bachelors (двух других участников пародируют Джекки Райт и Пит О’Делл) и некоторых зрителей[10]. Кстати, клип на одну из песен Хилла — Ernie, The Fastest Milkman In The West — также был показан в одном из выпусков ТОТР (1971 год).[11][12].
- Пародия на шоу[13] также была в одной из серий (1973) британского ситкома The Goodies (1970—1981).[14]
- Британский комик Бен Элтон также пародировал это шоу — в его версии программа называлась «Top Of The Stupid Old Gits»[15].
- Часто пародировалась манера представления «горячей двадцатки» артистов[16][17][18][18][19].